# H+
H+ är ett stadsbyggnadsprojekt i Helsingborg. Det är det största stadsförnyelseprojektet i Helsingborg i modern tid. Fram till år 2035 ska de södra delarna av centrala Helsingborg planeras, utvecklas och förnyas för att ge plats åt fler företag, fler människor och nya kvaliteter. Det gamla hamn- och industriområdet nära Öresund ska i framtiden vara en central del av staden och rymma bostäder, kontor, handel, service och nya mötesplatser.

## Beskrivning
Området är beläget i de södra delarna av centrala Helsingborg, med stadsdelen Söder och landborgsbranten österut och i väster Helsingborgs hamn. I söder angränsar stadsdelen Planteringen, stadens godsbangård och Ramlösa station och i norr fungerar resecentrumet Helsingborgs centralstation som en definierad avslutning mot den centrala innerstaden.
Området H+ omfattar cirka 1 miljon kvadratmeter mark och delas in i fem delområden från norr till söder: Södra hamnen-Oceanpiren, Södra hamnen-Knutpunkten, Söder-Universitetsområdet, Husarområdet och Gåsebäck.
Södertunneln har en strukturell förutsättning i H+ projektet. Idag (2025) utgör järnvägen ovan mark söder om Knutpunkten tillsammans med Malmöleden en barriär som skiljer stadens södra delar från vattnet. En förutsättning för utbyggnadsstrategin är att järnvägen flyttas ner i en tunnel under mark. Då blir det meningsfullt att bygga om Malmöleden till stadsgata med allé och korsande gator. På så sätt blir det också möjligt att binda ihop dagens centrum och Söder med de framtida delarna i H+ området till ett sammanhängande centralt område. Södertunneln planeras bli 1,3 kilometer lång och leda fram till befintliga spår på Västkustbanan norr om Ramlösa station. Den 11 januari 2012 beslutade Helsingborgs stads kommunfullmäktige dock att senarelägga byggstarten av Södertunneln, utan att ange ett nytt startdatum. Utvecklingen av H+ området pågår utifrån Södertunneln som en strukturell förutsättning. Under tiden planeras för andra temporära och permanenta kopplingar för att binda ihop H+ området med centrala staden.

## Utveckling
Begreppet H+ har vuxit fram som ett resultat av flera visionära projekt, arbeten och medborgardialoger. Studier har genomförts och gradvis har en samsyn etablerats kring områdets potentialer och svårigheter och ur denna har visionen om området H+ skapats. 
Till projektet har man låtit framställa en symbol bestående av ett H och ett + tecken, som sammansmält till ett. Symbolen är designad av den danske designern Rasmus Koch. Namnet H+ syftar till att Helsingborg kommer att utvecklas, förnyas och tillföras nya kvaliteter. Det anknyter också till de tidigare bomässorna i Helsingborg, H55 och H99.
Då Helsingborg länge varit segregerat mellan de norra och södra delarna, anser Helsingborgs stad att projektet är viktigt för att binda samman stadsdelen Söder med den centrala staden. Tidigare har man startat projektet "Söder i förändring" för att utreda olika sätt att förbättra stadsmiljön på Söder. Södertunneln och stadsförnyelseprojektet H+ är ett resultat av de synpunkter som kom in från projektet "Söder i förändring".
Staden har också tagit initiativ till mötesplatsen SHIP, som sedan 2013 heter Mindpark, utformad av industridesignern Niklas Madsen. Mötesplatsen ligger i den gamla Tretornfabriken på Söder. Mindpark är en mötesplats för kreativitet, stadsutveckling och entreprenörskap och består av en kombination av showroom, café, företagshotell och konferensmöjligheter. Mindpark är öppet för allmänheten på arbetstider samt visa kvällar. Här finns sedan 2012 även inkubatorverksamheten Think. Fram till årsskiftet 2011-2012 fanns även H+ projektkontor och utställningen "Tänk H+" på Mindpark.
I juni 2008 utlyste Helsingborgs stad en tävling för en övergripande strukturplan för området. Staden fick in 63 intresseanmälningar från olika lag med erfarenheter inom stadsplanering. I oktober samma år presenterades fem lag som får i uppgift att utveckla planer för projektområdet. De olika lagen är brittiska Foster + Partners, svenska White arkitekter, danska Schönherr Landscape, nederländska KCAP Architects&planners och norska Space Group. Den 27 maj 2009 tillkännagavs att Schönherr Landscapes bidrag utsetts till vinnare med sitt förslag The tolerant city. I förslaget omvandlas Södra hamnen-området till en kanalstad, och Campus-området förbinds med Söder. Grönområdet Jordbodalen med Gåsebäcken förlängs förbi Malmöleden ner till Gåsebäcks industriområde. Vid Rönnowska skolan och gamla husarregementet förbinds bäcken med en ny kanal från Södra hamnen-området. Foster + Partners förslag Our vision och White arkitekters Mindzone kommer även att delvis ingå i det fortsatta arbetet.

## Syfte och vision
Visionen om H+ handlar om den toleranta staden. En dynamisk plats där morgondagens Öresundsbor vill arbeta, bo, studera och tillbringa sin lediga tid. År 2035 är södra Helsingborg en internationell och mångsidig plats där människor möts, idéer testas och upplevelser skapas. Här finns miljöer som frigör lusten och kreativiteten, en plats där man vågar lite mer. En plats att längta tillbaka till.[källa behövs]
För att konkretisera visionen har H+ projektgrupp tagit fram fem ledstjärnor för att beskriva vad som ska karakterisera innehållet i H+ området men också vad som är signifikativt för arbetsprocessen. 
Utvecklingen av de södra delarna av centrala Helsingborg har flera syften. Projektet H+ arbetar med hållbarhet utifrån tre infallsvinklar. Genom en förtätning och utveckling av de södra delarna av centrala Helsingborg ska H+ leda till social, ekonomisk och miljömässig hållbarhet.
Social hållbarhet
H+ ska leda till förbättrad social, kulturell och fysisk miljö för människor i södra Helsingborg. Med H+ utvecklas tillgängligheten mot Öresund, centrum och omkringliggande stadsdelar. I H+ området finns förutsättningarna för att prioritera kollektivtrafik, gång- och cykelvägar, vilket ska ge möjlighet till goda livsmiljöer.
Ekonomisk hållbarhet
H+ ska möjliggöra expansion av centrala Helsingborg, vilket förstärker stadens roll som navet i norra delen av Öresundsregionen. I H+ området skapas förutsättningar för attraktiva boendemiljöer och mötesplatser som attraherar verksamheter och skapar tillväxt.
Miljömässig hållbarhet
Med H+ kan Helsingborg växa och förtätas genom återanvändning av tidigare industrimark. H+ innebär en betydande utbyggnad i stationsnära lägen vilket kraftfullt bidrar till hållbart resande.

## Milstolpar
I januari 2010 undertecknade Peter Danielsson (M), kommunstyrelsens ordförande i Helsingborgs stad och Minoo Akhtarzand, generaldirektör på dåvarande Banverket genomförandeavtalet för Södertunnelprojektet.
Lördagen den 4 september 2010 togs det första spadtaget i H+ området vid Konsul Perssons plats. Det var Midroc Property Development som tillsammans med Helsingborgs stad planerat för ett nytt stadsmässigt kvarter på Söder i Helsingborg.